# Cameron (Arizona)
Cameron (Navajo: Na'ní'á Hayázhí) ist ein Census-designated place im Coconino County im US-Bundesstaat Arizona. Das U.S. Census Bureau hat bei der Volkszählung 2020 eine Einwohnerzahl von 734 auf einer Fläche von 47,9 km² ermittelt. 
Die Bevölkerungsdichte lag bei 15 Einwohnern je km². 

## Verkehr
Cameron liegt direkt am U.S. Highway 89. Außerdem beginnt in der Nähe des Ortes die Arizona State Route 64, die unter anderem nach Grand Canyon Village führt.